# Haris Silajdžić
Haris Silajdžić (Sarajevo, 1945) é um dos presidentes atuais da Bósnia e Herzegovina. É representante dos bósnios muçulmanos.